# József Somssich

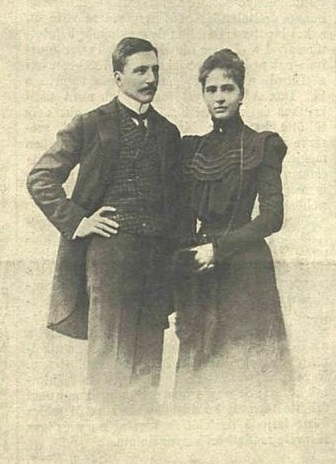
József Somssich mit Ehefrau (1899)

József Graf Somssich von Saárd (* 19. Dezember 1864 in Graz; † 22. Januar 1941 in Budapest) war ein ungarischer Politiker, Diplomat und Außenminister (1919/20).

## Leben
Nach dem Jurastudium erwarb Somssich an der Universität Budapest die Promotion in Staatswissenschaften und begann seine Beamtenlaufbahn als Assessor im ungarischen Innenministerium. Zehn Jahre später wurde er dem Generalkonsulat in Genua zugeteilt und absolvierte die Konsularattachéprüfung. Von 1898 bis 1907 diente er in verschiedenen Botschaften (Berlin, Dresden, München, Rom), zuletzt im Rang eines Legationsrats 1. Kategorie. 1911 kam er an die Botschaft in Paris und erhielt im Folgejahr den Titel eines außerordentlichen Botschafters und bevollmächtigten Ministers. 1914 wurde er aus Paris abgezogen und war nach dem Weltkrieg von 11. September 1919 bis 15. März 1920 Außenminister Ungarns in den Kabinetten von István Friedrich und Károly Huszár. Ab Juli 1920 war er für vier Jahre Botschafter am Heiligen Stuhl. 1931 wurde Somssich Mitglied des Oberhauses und leitete 1939 die ungarische Delegation bei der Krönung von Papst Pius XII.